# Guivry
Guivry ist eine französische Gemeinde mit 239 Einwohnern (Stand: 1. Januar 2022) im Département Aisne in der Region Hauts-de-France; sie gehört zum Arrondissement Laon, zum Kanton Chauny und zum Gemeindeverband Chauny-Tergnier-La Fère. 

## Geografie
Die Gemeinde Guivry liegt an der Grenze zum Département Oise, etwa elf Kilometer nordwestlich von Chauny. Nachbargemeinden von Guivry sind Villeselve und Beaumont-en-Beine im Norden, La Neuville-en-Beine im Nordosten, Ugny-le-Gay im Osten, Commenchon im Osten und Südosten, Béthancourt-en-Vaux im Südosten und Süden, Caillouël-Crépigny im Süden, Beaugies-sous-Bois im Südwesten und Westen sowie Guiscard im Westen.

## Bevölkerungsentwicklung
| Jahr                       | 1962 | 1968 | 1975 | 1982 | 1990 | 1999 | 2006 | 2014 | 2021 |
| Einwohner                  | 316  | 250  | 221  | 235  | 229  | 221  | 251  | 255  | 239  |
| Quellen: Cassini und INSEE |      |      |      |      |      |      |      |      |      |

## Sehenswürdigkeiten

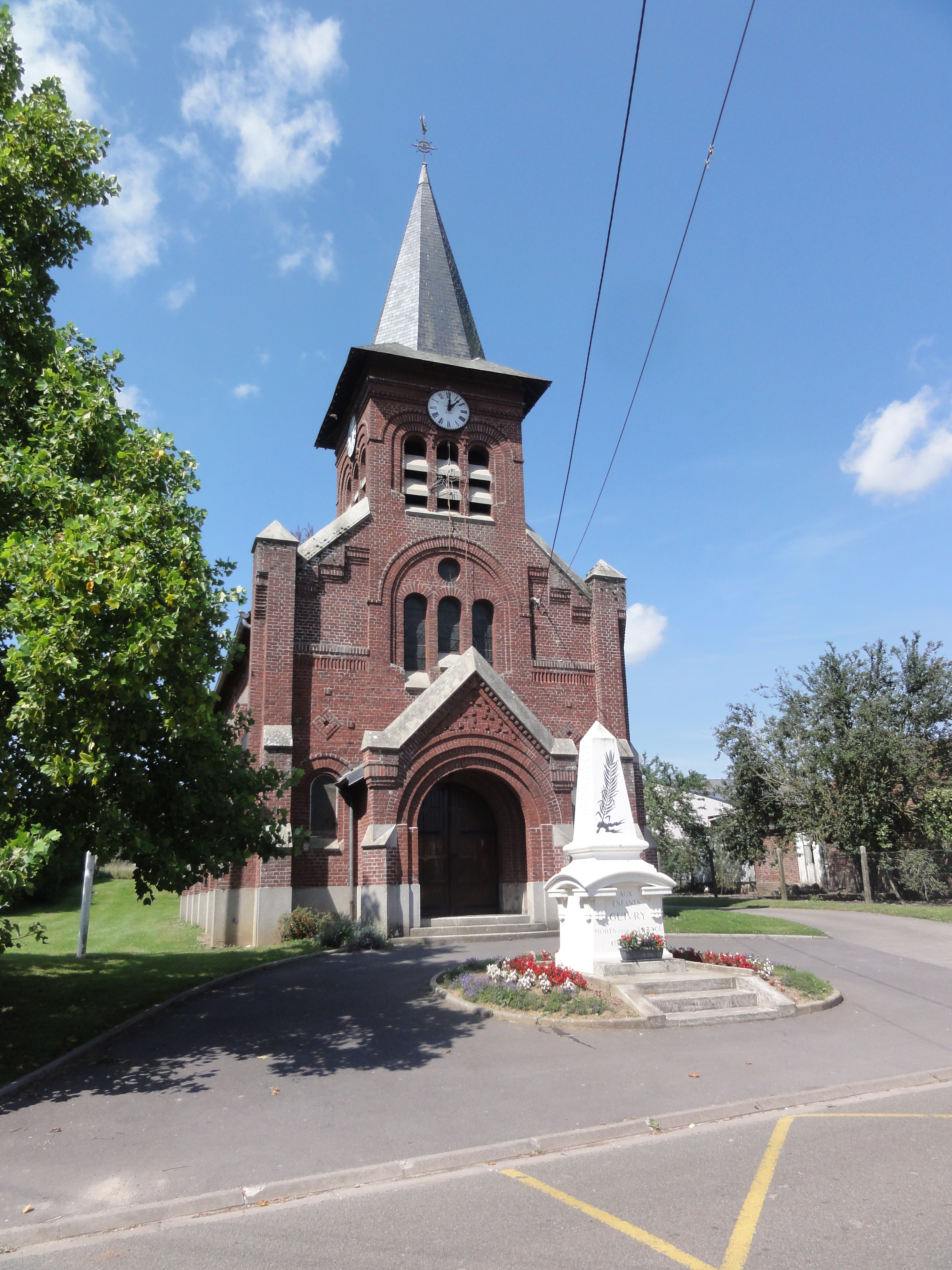
Kirche Saint-Jean-Baptiste
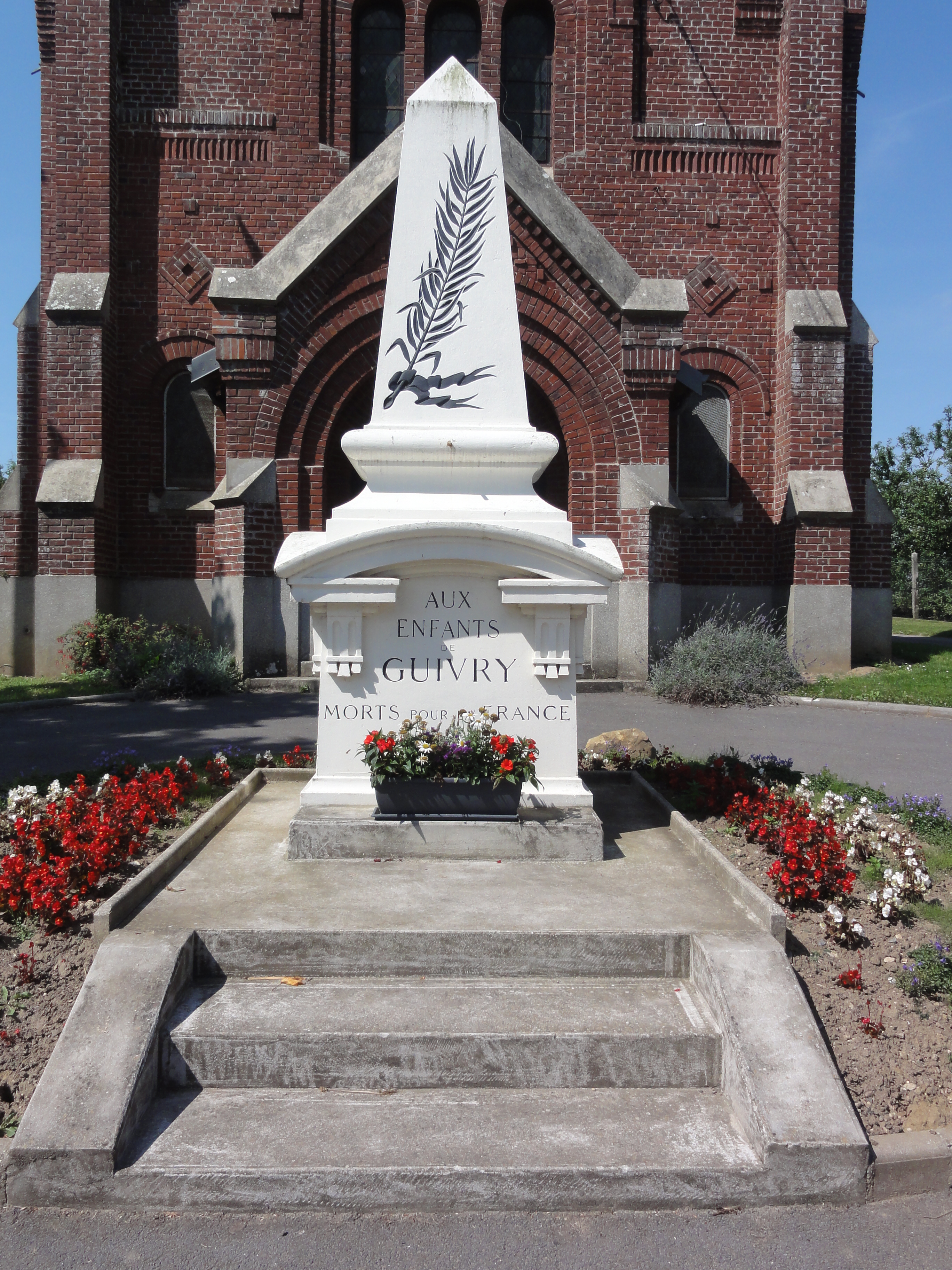
Gefallenendenkmal

- Kirche Saint-Jean-Baptiste
- Gefallenendenkmal